# Phellopsis robustula
Phellopsis robustula es una especie de coleóptero de la familia Zopheridae.

## Distribución geográfica
Habita en Idaho (Estados Unidos).